# Mu (programma radiofonico)
Mu è stata una trasmissione radiofonica italiana in onda sulle frequenze di Radio 2 dal 2013 al 2017.
La trasmissione nasce nel 2013 ed è ideata e condotta da Matteo Bordone.
Il titolo della trasmissione è dato dalla prima sillaba della parola musica, ma la mucca (simboleggiata dal verso Mu) diventa una mascotte del programma.
La redazione è composta da Matteo Bordone e Fabrizia Brunati, la cura è di Renzo Ceresa e la regia di Francesca Dal Cero.
Il logo grafico è stato disegnato da Giulia Sagramola.
La prima puntata è andata in onda il 22 settembre 2013 e andava inizialmente in onda ogni sabato e domenica dalle 17.00 alle 18.00.
A partire dalla quarta stagione il programma va sempre in onda il sabato e la domenica ma dalle 19.45 alle 21.00.
L'ultima puntata è stata trasmessa il 2 luglio 2017.